# Саксен-Кобурги болгарские
Саксен-Кобург-Готская династия (Болгария) или Болгарская царская семья или Борисовы (болг. Сакскобургготски, Борисови) — старшая ветвь Саксен-Кобург-Готской династии (Веттины), которая правила Болгарией с 1887 по 1946 год. Последний царь, Симеон II, стал премьер-министром Болгарии в 2001 году и оставался на своём посту до 2005 года. Члены царской семьи носят титулы князя (княжны) Болгарии и герцога (герцогини) Саксонии, что позволяет им использовать титул «Царское Высочество».
Пик Кобург на полуострове Тринити в Антарктиде назван в честь Болгарского царского дома Сакс-Кобург-Гота.

## История

### Фердинанд I
Болгарская ветвь Саксен-Кобург-Готской династии появилась 7 июля 1887 года, когда принц Фердинанд Саксен-Кобург-Гота-Кохари, был провозглашен князем Болгарии Фердинандом I, после отречения,годом ранее, князя Александра I Баттенберга. 20 апреля 1893 года он женился на Марии Луизы Бурбон-Пармской, дочери герцога Роберта I Бурбон-Пармского и герцогини Марии Пии Бурбон-Сицилийской, от которой имел четырёх детей:
- Борис, князь Тырновский, принц Саксен-Кобург-Готский и герцог Саксонский (1893—1943), будущий царь Болгарии, женат на Джованне Савойской;
- принц-регент Кирилл, князь Преславский,принц Саксен-Кобург-Готский и герцог Саксонский (1895—1945), регент Болгарии при малолетнем племяннике Симеоне II;
- княжна Евдокия Болгарская, герцогиня Саксонская (1898—1985);
- княжна Надежда Болгарская, герцогиня Саксонская, герцогиня-консорт Вюртембергская (1899—1958), вышла за муж за Альберта Евгения Вюртембергского.

Фердинанд I стал вдовцом в 1899 году, и 1907 году он решил вступить в брак с Элеонорой Рейсс-Кёстрицской, от которой не имел детей. 22 сентября 1908 года Фердинанд I принял титул царя Болгарии. Политика царя была направлена на сотрудничество с Австро-Венгрией. Такая политика привела Болгарию к вступлению в Первую Мировую войну на стороне Центральных держав. Проиграв в войне, Фердинанд в 1918 году отрёкся от престола в пользу сына Бориса и умер в изгнании в Кобурге в 1948 году.

### Борис III
Сменив своего отца, Борис III в 24 года женился на Джованне Савойской в Ассизи в 1930 году. От брака с Джованной родились двое детей:
- княжна Мария Луиза Болгарская, принцесса Кохари и герцогиня Саксонская (1933);
- Симеон II, князь Тырновский, принц Саксен-Кобург-Готский и герцог Саксонский (1937).

Нейтральный с начала Второй мировой войны, в 1941 году Борис заключил союз с Нацистской Германией и другими державами Оси. Рост репрессий, проводимых немцами, особенно против евреев, толкнул царя помочь и защитить репрессированных, заставляя их бежать из страны. 28 августа 1943 года, вернувшись в Софию после встречи с Гитлером, Борис перенёс сердечный приступ и умер. Смерть царя окутана тайной: некоторые полагают, что он был убит нацистами. Его сменил на престоле младший сын Симеон II.

### Симеон II
Малолетний Симеон (когда он стал царём ему было 6 лет) не мог управлять государством, и при нём был назначен Совет регентства, во главе которого был его дядя князь Кирилл Болгарский, которого осудило коммунистическое правительство в 1945 году. Кирилл был расстрелян 1 февраля 1945, вместе с другими болгарскими политиками. Симеон будет царём с 1943 по 1946 года, до референдума об отмене монархии. Законность референдума была поставлена под сомнение даже при наличии советских войск в Болгарии.
После референдума, 16 сентября 1946 года Симеон вместе с семьёй, отправился в Египет, и в 1951 он переехал в Испанию, где жил до 2001. Став восемнадцатилетним, в 1955 году, Симеон провозгласил себя царём, в соответствии с положениями Тырновской конституции. В 2001 году, Симеон Борисов Саксен-Кобург-Готский (гражданское имя Симеона) объявил о создании партии «Национальное Движение за стабильность и подъём», с целью начать политику экономических и социальных реформ, а также обеспечить большую целостность в управлении государственными делами Болгарии. На выборах партия получила 42,75 % голосов и половину мест в Народном собрании Болгарии (120 из 240). Симеон стал премьер-министром, его партия объединилась с партией «Движением за права и свободы». На всеобщих парламентских выборах 2005 года партия Симеона набрала 21,83 % голосов и заняла 53 из 240 мест в парламенте страны и вместе с Болгарской социалистической партией и ДПС сформировала новое правительство страны. Болгария стала членом Евросоюза с 1 января 2007 года, а Меглена Кунева из НДСВ стала первым болгарским еврокомиссаром.
В 1962 году Симеон Саксен-Кобург-Гота женился на испанской аристократке Маргарите Гомес-Асебо-и-Сехуела (родственница Пилар де Бурбон, сестры короля Испании) дочери Мануэля Гомес-Асебо-и-Модет, 4-го маркиза Кортина. От этого брака у Симеона 5 детей:
- Кардам, князь Тырновский, принц Саксен-Кобург-Готский и герцог Саксонский (Мадрид, 2 декабря 1962 года—Мадрид, 7 апреля 2015 года), женился в Мадриде в 1996 году на Мириаме Унгриа-и-Лопес (1963 года). У них 2 ребёнка:
  - Борис, князь Тырновский, принц Саксен-Кобург-Готский и герцог Саксонский (Мадрид, 10 октября 1997 года);
  - князь Бельтран Болгарский, герцог Саксонский (Мадрид, 23 марта 1999 года);
- Кирилл, князь Преславский, принц Саксен-Кобург-Готский и герцог Саксонский (Мадрид, 11 июля 1964 года), женился в 1989 году на донье Марии дель Росарио-Надаль-и-Фустер-де-Пучдорфила (1968 года). У них 3 ребёнка:
  - княжна Мафальда-Сесилия Болгарская, герцогиня Саксонская (Лондон, 27 июля 1994 года);
  - княжна Олимпия Болгарская, герцогиня Саксонская (Лондон, 13 декабря 1995 года);
  - князь Тассило, герцог Саксонский (Лондон, 20 января 2002 года);
- Кубрат, князь Панагюриште, принц Саксен-Кобург-Готский и герцог Саксонский (Мадрид, 5 ноября 1965 года), женился в Мадриде в 1993 году на Карле-Марие Ройо-Вилланова-и-Уррестаразу (1969 года). У них 3 ребёнка:
  - князь Мирко Болгарский, герцог Саксонский (Мадрид, 26 апреля 1995 года);
  - князь Лукас Болгарский, герцог Саксонский (Мадрид, 15 июля 1997 года);
  - князь Тирсо Болгарский, герцог Саксонский (Мадрид, 3 июня 2002 года);
- Константин-Асен, князь Видинский, принц Саксен-Кобург-Готский и герцог Саксонский (Мадрид, 5 декабря 1967 года), женился в Мадриде в 1994 году на Марии Гарсии де ла Расилла-и-Гортазар (1970 года). У них 2 ребёнка:
  - князь Умберто Болгарский, герцог Саксонский (20 ноября 1999 года);
  - княжна София, герцогиня Саксонская (20 ноября 1999 года);
- княжна Калина Болгарская, герцогиня Саксонская и графиня Муранская (Мадрид, 19 января 1972 года), вышла замуж в Боровеце, Болгария в 2002 году за Антонио Муньоса Валкарсель (1958 года). У них 1 ребёнок:
  - Симеон Хассан Муньос Болгарский (София, 14 марта 2007 года).